# (7140) Osaki
(7140) Osaki  es un asteroide perteneciente al cinturón  de asteroides, descubierto el 4 de marzo de 1994 por Takao Kobayashi desde el Observatorio de Ōizumi, en Japón.

## Designación y nombre
Osaki se designó inicialmente como 1994 EE1.
Más adelante, en 2002 fue nombrado  por Yoji Osaki (n. 1938) quien trabaja principalmente en física estelar y fue presidente de la Sociedad Astronómica Japonesa entre 1999 y 2000. En 1974, propuso el modelo de inestabilidad de disco para las explosiones de novas enanas, un modelo que goza de amplia aceptación en la actualidad.

## Características orbitales
Osaki orbita a una distancia media del Sol de 2,266 ua, pudiendo acercarse hasta 1,770 ua y alejarse hasta 2,762 ua. Tiene una excentricidad de 0,219 y una inclinación orbital de 4,589° grados. Emplea en completar una órbita alrededor del Sol 1246,15 días.

## Características físicas
Su magnitud absoluta es 13,77. Tiene 4,554 km de diámetro. Su albedo se estima en 0,372.